# 李豸 (嘉靖丁未進士)
李豸（1512年—1593年），字子仁，號重斋，濟陽衛軍籍，山東齊東縣人，明朝政治人物。

## 生平
嘉靖二十五年（1546年）丙午科以順天府學生中式順天鄉試第七十三名舉人。嘉靖二十六年（1547年）聯捷丁未科會試第一百四十八名，登第三甲第一百九十三名進士。工部觀政，授临晋知县，升户部主事，晋员外郎，降鄧州同知，遷松江府通判、延安府同知、湖州府同知，入为晋府長史。

## 家族
曾祖李有餘；祖父李全；父李秀，母魏氏；繼母靳氏；繼母呂氏。兄鸾、凤、麒、麟。子錫桢、存奇。